# Philippe Lazzarini

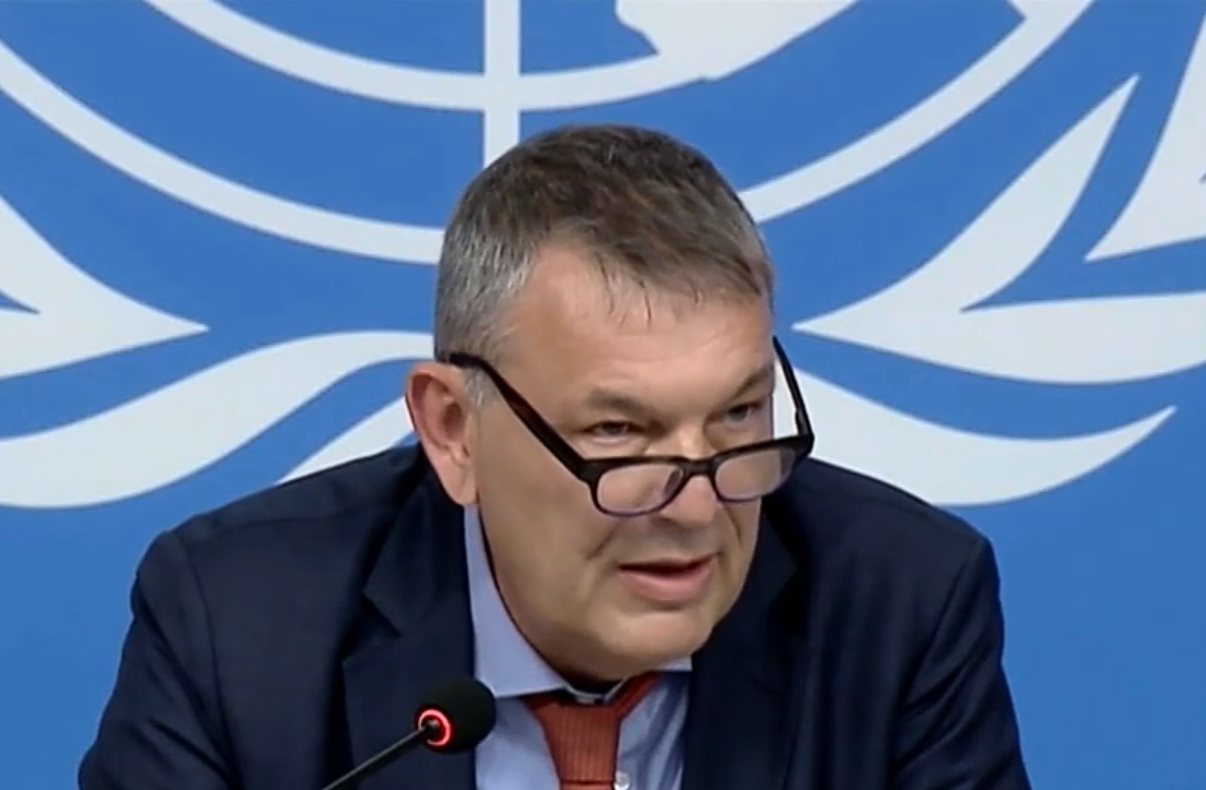
Philippe Lazzarini (2024)

Philippe Lazzarini (* 1964 im Kanton Neuenburg, Schweiz) ist ein schweizerisch-italienischer Manager von humanitären Hilfsorganisationen und UN-Funktionär. Seit 2020 ist er Generalkommissar des UN-Hilfswerks für Palästina-Flüchtlinge im Nahen Osten (UNRWA).

## Leben
Philippe Lazzarini absolvierte ein Bachelorstudium in Wirtschaftswissenschaften an der Universität Neuenburg und ein Masterstudium in Betriebswirtschaftslehre an der Universität Lausanne. Er begann 1989 beim Internationalen Komitee vom Roten Kreuz (IKRK) zu arbeiten und diente in einer Reihe von Missionen, darunter im Südsudan, im Libanon, in Jordanien und im Gazastreifen. In der Folge übernahm er die Leitung von IKRK-Operationen in Bosnien, Angola und Ruanda. Darüber hinaus war er stellvertretender Leiter der IKRK-Kommunikationsabteilung.
In September 1999 wechselte Lazzarini zur Union Bancaire Privée in Genf, wo er für die Soziale Verantwortung des Unternehmens und die Agenda für ethische Investitionen der Bank zuständig und Leiter der Marketingabteilung war.

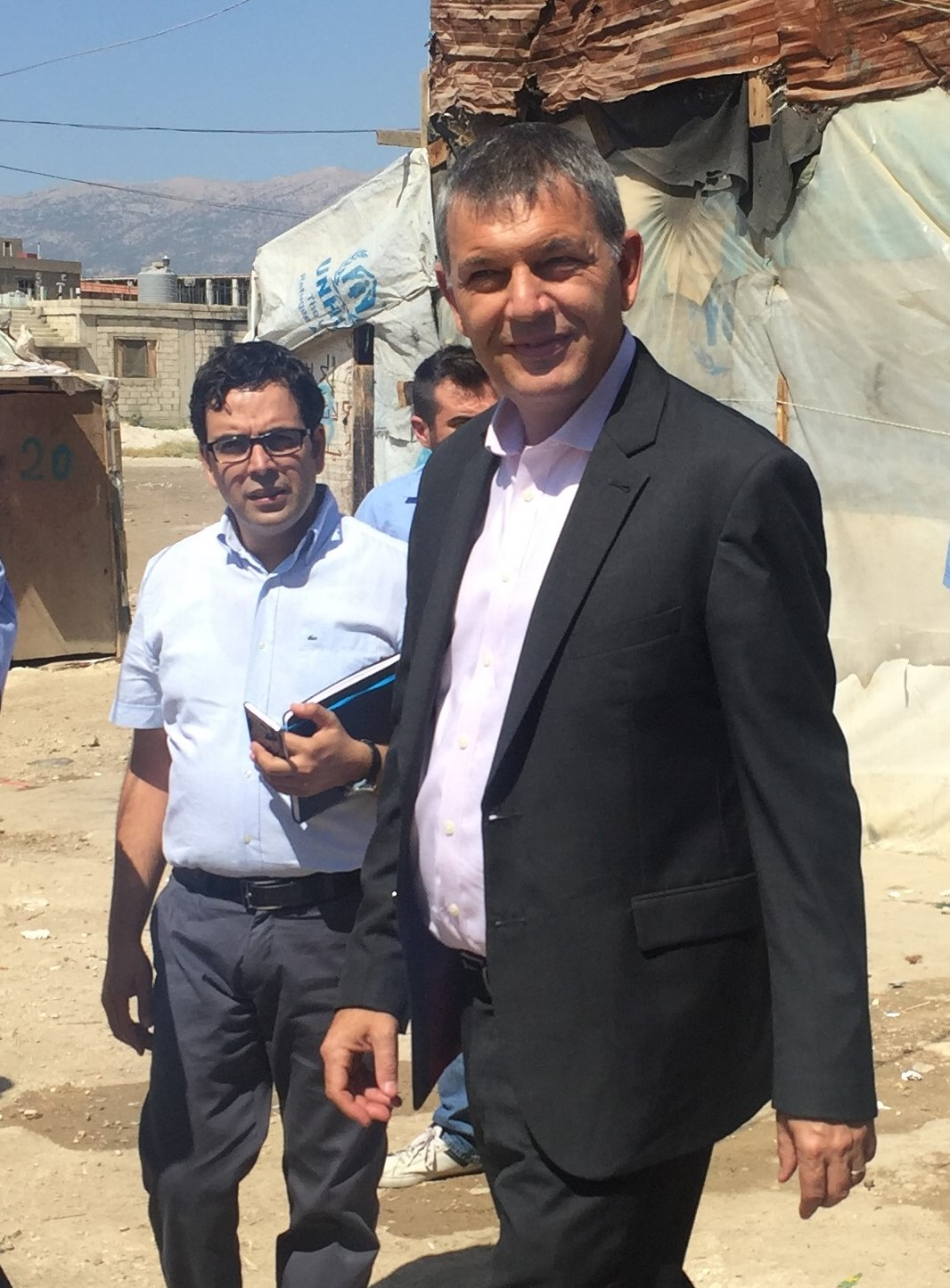
Lazzarini beim Besuch einer Flüchtlingssiedlung im libanesischen West-Bekaa (2016)

2003 ging Lazzarini als Regionalkoordinator für das UN-Büro zur Koordinierung humanitärer Angelegenheiten (OCHA) nach Mossul im Irak. Anschließend war er Leiter der OCHA-Büros in Angola, Somalia und in den israelisch besetzten palästinensischen Gebieten. 2010 wurde er stellvertretender Direktor der Koordinations- und Einsatzabteilung des OCHA. 2013 wurde er Stellvertreter des UN-Koordinators für Humanitäre Hilfe des Entwicklungsprogramms der Vereinten Nationen (UNDP) in Somalia, Nicholas Kay.
Von 2015 bis 2020 war Lazzarini Stellvertreter folgender UN-Sonderkoordinatoren für den Libanon (UNSCOL): Sigrid Kaag (2015–2017), Pernille Dahler Kardel (2017–2019) und Ján Kubiš (2019–2020). 2020 wurde Lazzarini von UN-Generalsekretär António Guterres als Nachfolger des zurückgetretenen Pierre Krähenbühl zum neuen Generalkommissar des UN-Hilfswerks für Palästina-Flüchtlinge im Nahen Osten (UNRWA) ernannt.
Im Januar 2024 gab Lazzarini bekannt, seine Organisation habe von Israel Hinweise erhalten, dass bis zu zwölf Mitarbeiter der UNRWA an dem Terrorangriff der Hamas auf Israel 2023 beteiligt gewesen seien. Man habe neun Angestellte entlassen und prüfe strafrechtliche Schritte. Lazzarini appellierte an die Geberländer, die in der Folge ihre Zahlungen für die UNRWA gestoppt hatten, ihr humanitäres Engagement bei der weiterhin desolaten Situation im Gazastreifen nicht einzustellen. Das Kabinett Netanjahu VI/Kriegskabinett vertritt die Ansicht, Lazzarini sei der Kopf einer Terrororganisation.
Der von der französischen Außenpolitikerin Catherine Colonna am 22. April 2024 vorgelegte UN-Untersuchungsbericht Colonna-Report hat festgehalten, dass Israel keine Beweise für weitergehende Anschuldigungen vorgelegt hat. Lazzarini zeigte sich am 13. März 2024 auf X empört und schrieb: „Die Zahl der getöteten Kinder in etwas mehr als vier Monaten in Gaza ist höher als die Zahl der Kinder, die während vier Jahren weltweiter Kriege getötet worden sind.“

## Privatleben
Lazzarini ist verheiratet und hat vier Kinder. Seine Frau Antonia Mulvey ist eine britische Anwältin und Gründungsdirektorin von Legal Action Worldwide (LAW).

## Veröffentlichungen und Interviews
- "Time to revitalize Lebanon’s economy", 17. Juni 2016
- "Les leçons apprises du Liban au Sommet mondial sur l’action humanitaire", 25. April 2016
- "Pulling Lebanon back from the edge of the crisis" 28. Januar 2016
- "Lebanon’s silent heroes", 19. August 2015
- Lazzarini to place Lebanon's needs as top priority on global agenda, 15. Januar 2016
- Lazzarini interview with Annahar Newspaper, 30. September 2015
- Somalia: Early warning should trigger early action , 22. Oktober 2014
- Deputy Special Representative, Resident and Humanitarian Coordinator in Somalia Philippe Lazzarini discusses civil-military dialogue in support of humanitarian action in Somalia, November 2013